# Харковско украјинско драмско позориште
Харковско украјинско драмско позориште, познато и као Харковско академско украјинско драмско позориште „Тарас Шевченко”, је национално позориште основано 1935. године од позоришта Березил, које је основао Лес Курбас 1922.
Харковско украјинско драмско позориште садржи две сцене: главну са деветсто места и малу „Березил” са сто петнаест места.

## Историјат
Репертоар позоришта су формирали редитељи обучени у школи Константина Станиславског, а од 1990-их редитељи које је обучавао Анатолиј Васиљев. Током година, ансамбл позоришта укључивао је многе познате уметнике као што су Вадим Мелер (сценограф), Леонид Биков (глумац), Амвросиј Бухма (глумац филма Иван Грозни), Андриј Жолдак (позоришни редитељ) и Анджеј Шчитко (позоришни редитељ).
Од 2002. до 2005. године Андриј Жолдак је био уметнички директор позоришта, где је продуцирао пет представа, које су, поред Украјине, представљене и у многим европским земљама, укључујући Немачку, Француску, Финску, Холандију, Пољску, Аустрију, Румунију и Русију, на познатим фестивалима. Године 2005, након што су власти Харкова забраниле извођење Ромеа и Јулије. Фрагмент, Жолдак је био приморан да напусти позориште.
Критичари Међународног позоришног института Унеска су 2004. године прогласили ансамбл позоришта једним од најбољих ансамбала у Европи. Током руско-украјинског рата, позориште је било приморано да ради у илегали.